# Eleotrica cableae
Eleotrica cableae es una especie de peces de la familia de los Gobiidae en el orden de los Perciformes.

## Morfología
Los machos pueden llegar a alcanzar los 7 cm de longitud total.

## Hábitat
Es un pez de Mar de clima tropical y asociado a los  arrecifes de coral.

## Distribución geográfica
Es un endemismo de las Islas Galápagos. 

## Observaciones
Es inofensivo para los humanos. 